# Guerra russo-persiana (1804-1813)
La guerra russo-persiana del 1804-1813 fu una guerra tra l'Impero russo e quello persiano.
Il conflitto ebbe per causa una disputa territoriale: il re persiano Fath Ali Shah voleva consolidare i territori settentrionali dell'impero, ovverosia le terre sulla sponda sud occidentale del Caspio (l'attuale Azerbaigian) e la Transcaucasia; analogamente alla sua controparte persiana, lo zar Alessandro I era anch'egli nuovo al trono ed egualmente determinato a controllare i territori contesi.

## Premesse storiche
Nel 1779, dopo la morte di Karim Khan, il leader della tribù Qajar Agha Mohammad Khan aveva intenzione di riunificare la Persia; nel 1794, tutti i suoi rivali erano stati eliminati (incluso Lotf Ali Khan, l'ultimo della dinastia Zand) ed aveva riaffermato la sovranità persiana sugli ex dominii in Georgia e nel Caucaso. Agha Mohammad venne assassinato nel 1797 (dopo essere stato formalmente incoronato come shah l'anno precedente). A lui succedette il nipote Fath Ali Shah, che tentò di mantenere la sovranità acquisita, ma venne disastrosamente sconfitto dalla Russia in due guerre.
La Persia a quel tempo rivendicava i khanati di Karabakh, Shirvan, Talysh e Shaki (tutti situati nell'odierno Azerbaigian); tali rivendicazioni, però, apparivano traballanti dopo l'annessione della Georgia (a sua volta territorio conteso) da parte dell'Impero russo nel 1801. Quest'ultimo, bramoso di estendere e consolidare il suo vantaggio, si spinse avanti militarmente, pianificando di espandere i propri confini fino all'Aras, ai confini della moderna Turchia.

## Le forze in campo
I russi erano impossibilitati a dedicare una consistente parte delle truppe al Caucaso, in virtù delle concomitanti guerre con la Francia, l'Impero ottomano, e la Svezia; di conseguenza, l'impero era costretto ad affidarsi su una superiore tecnologia, addestramento e strategia, vista anche la preponderante differenza numerica (alcune stime asseriscono che il rapporto tra le forze persiane e quelle russe fosse di cinque a uno). L'erede dello Shah Fath Ali, Abbas Mirza, provò a modernizzare l'esercito, cercando l'aiuto di esperti francesi (attraverso l'alleanza franco-persiana) e successivamente inglesi, ma questo servì solamente a ritardare la sconfitta persiana.

## Le battaglie

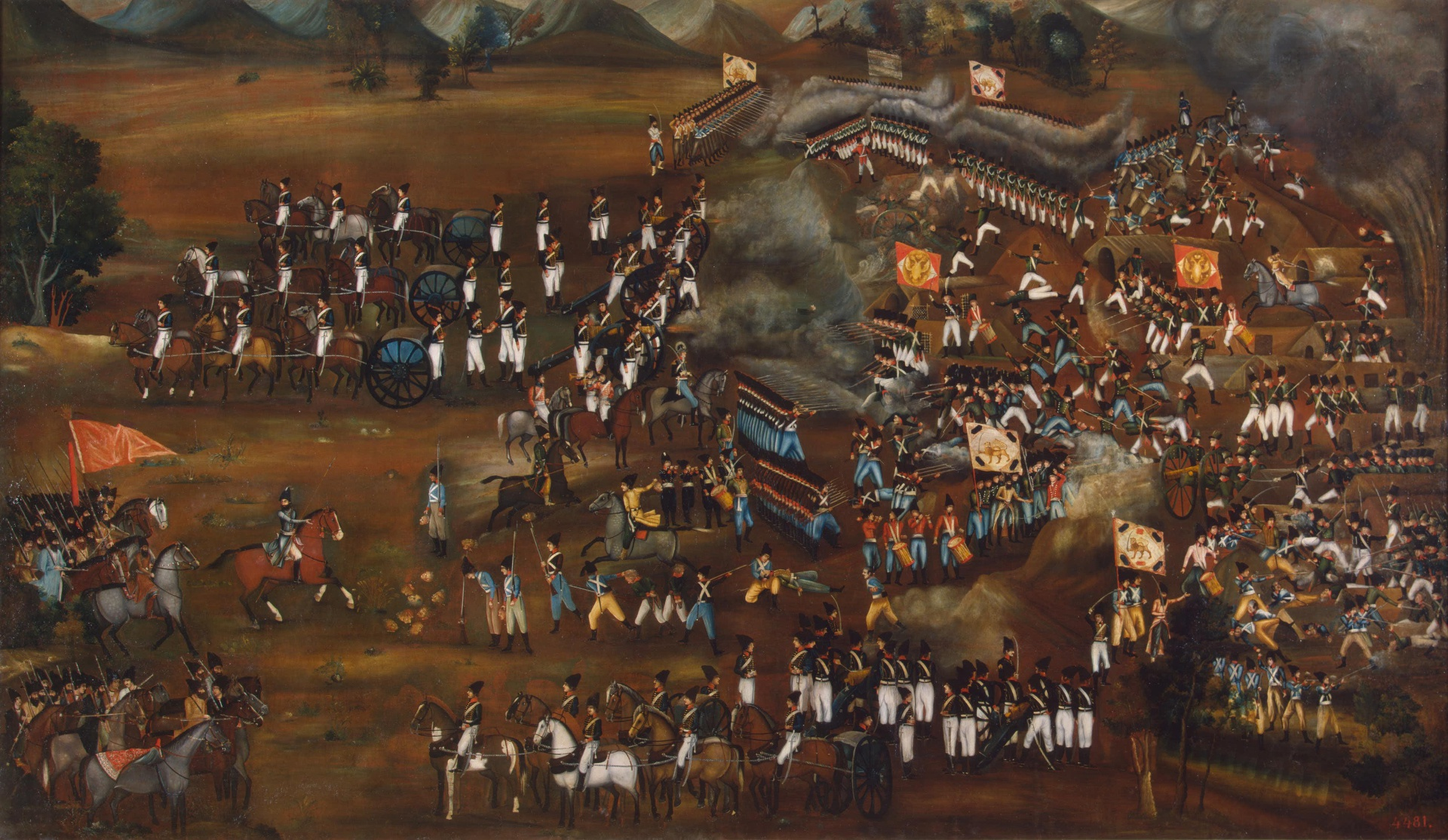
Questo dipinto, che una volta decorava il palazzo di Abbas Mirza, raffigura la sconfitta del reggimento di fanteria russo Trinità nella battaglia nei pressi di Sultanabad, il 13 febbraio 1812.

I comandanti russi Gudovič e Čičagov provocarono lo scoppio della guerra attaccando l'insediamento persiano di Echmiadzin, celebre per essere la città più sacra dell'Armenia; Gudovič però non ebbe successo nell'impresa, stante la mancanza di truppe, e si ritirò a Erevan dove proseguì un altro assedio, anch'esso poi rivelatosi fallimentare. Malgrado questi insuccessi, i russi mantennero il vantaggio per la maggior parte del conflitto, grazie alla superiore qualità strategica e delle truppe; l'incapacità di schierare più di 10 000 uomini, però, consentì ai persiani di allestire una discreta resistenza, seppur composta da cavalleria irregolare di bassa qualità.
Col proseguire delle ostilità i persiani aumentarono i loro sforzi, proclamando una guerra santa contro la Russia imperiale nel 1810, ma la cosa non sortì risultati apprezzabili; la situazione non cambiò nemmeno con l'invasione russa di Napoleone (alleato del persiano Abbas Mirza, ma che fornì poco aiuto concreto): persino con Mosca occupata dai francesi, le truppe non vennero ritirate ma continuarono la loro offensiva, che culminò con le vittorie del generale Kotljarevskij ad Aslanduz e Lankaran, rispettivamente nel 1812 e 1813. La guerra si concluse con il trattato di Gulistan, che cedeva la maggioranza dei territori contesi all'Impero russo; questo portò alla decimazione dei khan che si ritrovarono impoveriti e costretti a dover pagare tributi alla Russia.